# Makoto Iijima
Makoto Iijima,nacido 12 de febrero de 1971, es un ciclista profesional japonés ya retirado que fue profesional entre 2005 y 2010.

## Palmarés
| 1998 - Campeonato de Japón Contrarreloj 1999 - 2º en el Campeonato de Japón Contrarreloj 2001 - Tour de Okinawa 2002 - Tour de China 2003 - 2º en el Campeonato de Japón Contrarreloj 2004 - Campeonato de Japón Contrarreloj 2005 - Campeonato de Japón Contrarreloj | 2006 - 1 etapa del Tour de Kumano - 2 etapas del Tour del Este de Java - 1 etapa del Tour de Indonesia - 2º en el Campeonato de Japón Contrarreloj - 3º en el Campeonato Asiático en Contrarreloj 2007 - 1 etapa de la Jelajah Malaysia - 1 etapa del Tour de Kumano 2009 - 2º en el Campeonato de Japón Contrarreloj - 1 etapa de la Jelajah Malaysia 2010 - 3º en el Campeonato de Japón Contrarreloj |

## Equipos
- Sumitra Ravanello-Pearl Izumi (2005)
- Bridgestone Anchor (2008-2010)